# 40 Wall Street
40 Wall Street, eller Trump Building, är en 70-våningar hög skyskrapa i New York. Den var ursprungligen känd som Bank of Manhattan Trust building, och senare även Manhattan Company Building, men fick namnet efter dess gatuadress 40 Wall Street när dess grundande hyresgäst slogs samman för att bilda Chase Manhattan Bank. Namnet ändrades till Trump Building efter att den tagits över av Donald Trump 1995. Byggnaden, som ligger mellan Nassau Street och William Street på Manhattan, New York, färdigställdes 1930 efter bara 11 månaders byggnation.

## Historia
Byggnaden på 40 Wall Street var världens högsta skyskrapa några veckor efter färdigställandet 1930. Konstruktörerna tävlade med bygget av Chrysler Building och hade planerat en skyskrapa som inte bara skulle bli högre än Woolworth Building, som var dåtidens högsta, utan även nå högre än konkurrentens som just då byggdes i Midtown. Gruppen bakom Chryslerbyggnaden såg dock till att i hemlighet lägga till en spira på toppen som gjorde att byggnaden blev 319 meter och därmed världens högsta. Även Chryslers tid som titelhållare blev kort, året efter var Empire State Building färdigställd och tog över och behöll titeln i många år. Byggnaden är 2014 den 24:de högsta i USA. 
40 Wall Street har även på andra sätt hamnat i skymundan jämfört med andra skyskrapor i New York. Läget mitt på Wall Street innebär dels att det inte framgår hur mäktig byggnaden är för de som rör sig i kvarteret eftersom gatorna är smala i Financial District i nedre Manhattan, dels ligger byggnaden mitt i ett kvarter till skillnad från andra höga byggnader som antingen utgör ett eget kvarter eller ligger i ena kanten och därför syns bättre.